# Haemaphysalis ratti
Haemaphysalis ratti är en fästingart som beskrevs av Glen M. Kohls 1948. Haemaphysalis ratti ingår i släktet Haemaphysalis och familjen hårda fästingar. Inga underarter finns listade i Catalogue of Life.